# 1939 en Suisse
Chronologie de la Suisse
- 1935
- 1936
- 1937
- 1938
- 1939
- 1940
- 1941
- 1942
- 1943

Chronologie de la Suisse
1938 en Suisse - 1939 en Suisse - 1940 en Suisse

## Gouvernement au1erjanvier 1939
- Conseil fédéral[1]:
  - Philipp Etter PDC, président de la Confédération
  - Marcel Pilet-Golaz PRD, vice-président de la Confédération
  - Ernst Wetter PRD
  - Giuseppe Motta PDC
  - Hermann Obrecht PRD
  - Rudolf Minger UDC
  - Johannes Baumann PRD

## Évènements

### Janvier
Mercredi 11 janvier 
- Séance inaugurale de l’Institut neuchâtelois, à l’Université de Neuchâtel.

 Jeudi 19 janvier 
- Décès à Zollikon (ZH), à l’âge de 60 ans, de l’écrivaine Maria Waser.

 Dimanche 22 janvier 
- Votations fédérales. Le peuple rejette, par 347 340 non (71,1 %) contre 141 323 oui (28,9 %), l’Initiative populaire « pour la sauvegarde des droits constitutionnels des citoyens (extension de la juridiction constitutionnelle) ». Il accepte lors de la même votation le contre-projet du Conseil fédéral sur la demande d'initiative tendant à restreindre l'emploi de la clause d'urgence  par 346 024 oui (69,1 %) contre 155 032 non (30,9 %).

 Mardi 24 janvier 
- Décès à Zurich, à l’âge de 72 ans, du médecin Maximilian Bircher-Benner, inventeur du bircher-muesli.

 Lundi 30 janvier 
- Décès à Genève, à l’âge de 73 ans, du chimiste Philippe Chuit.

### Février
Vendredi 3 février 
- Début des Championnats du monde de hockey-sur-glace, à Bâle et Zurich.

 Samedi 4 février 
- Le Conseil national refuse d'amnistier les volontaires suisses engagés dans la Guerre civile espagnole.

 Mardi 14 février 
- Un train venant d'Espagne transporte à Genève des œuvres du Musée du Prado, à Madrid, pour les mettre à l'abri d’éventuels bombardements.
- La Suisse reconnaît de jure le gouvernement espagnol nationaliste.

### Mars
Dimanche 5 mars 
- Première Journée des malades.

 Dimanche 26 mars 
- À titre de mesure préventive, le Conseil fédéral ordonne le chargement des mines sur toute la frontière.

### Avril
Lundi 3 avril 
- Suspension de Paul Grüninger, commandant de la police de Saint-Gall, soupçonné d’avoir falsifié des documents pour faire entrer 2 000 réfugiés juifs en Suisse.

### Mai
Samedi 6 mai 
- Ouverture de la Landi, exposition nationale suisse, à Zurich.

### Juin
Dimanche 4 juin 
- Votations fédérales. Le peuple approuve, par 445 622 oui (69,1 %) contre 199 540 non (30,9 %), l’article constitutionnel permettant l'octroi et de la couverture partielle de crédits destinés au renforcement de la défense nationale et à la lutte contre le chômage.

 Mercredi 7 juin 
- Le Conseil fédéral estime qu’il est impossible d’accueillir des réfugiés espagnols.

 Jeudi 22 juin 
- Fondation de la Caisse suisse de voyage Reka.

### Juillet
Samedi 1er juillet 
- Début des émissions radiophoniques du Service suisse des ondes courtes.

 Samedi 15 juillet 
- Décès à Zollikon (ZH), à l’âge de 82 ans, du psychologue Eugen Bleuler.

 Mardi 18 juillet 
- Première édition du Bol d’or, régate organisée sur le lac Léman.

 Jeudi 20 juillet 
- Un Junkers Ju 86 de Swissair s'écrase près de Constance. L’accident cause la mort de six personnes.

### Août
Mardi 15 août 
- Le Suisse Robert Zimmermann remporte le Tour de Suisse cycliste.

 Vendredi 25 août 
- Le Conseil fédéral adresse une proclamation au peuple suisse pour l’inviter à se tenir prêt et à rester calme.

 Lundi 28 août 
- Par décret du Conseil fédéral, les troupes de couverture de frontière sont appelées sous les drapeaux et l’Assemblée fédéral est convoquée pour l’élection d’un général.

 Mardi 29 août 
- Le Département fédéral de l’économie publique décrète le rationnement de la benzine et l’interdiction de vente de certaines denrées alimentaires.
- La Banque nationale suisse remet en circulation les anciens billets de cinq francs.

 Mercredi 30 août 
- L’Assemblée fédéral nomme général le colonel commandant de corps Henri Guisan.
- Les deux Chambres votent les pleins pouvoirs réclamés par le Conseil fédéral.

### Septembre
Samedi 2 septembre 
- Mobilisation générale de l’Armée suisse.

 Lundi 4 septembre 
- Une ordonnance fédérale sur le maintien de la neutralité interdit à tout ressortissant suisse de soutenir ou d’entreprendre un acte hostile à un belligérant.

 Vendredi 8 septembre 
- Le Conseil fédéral soumet l’ensemble de la presse à la censure.

 Mardi 12 septembre 
- Première expérience de télévision en Suisse dans le cadre de l’Exposition nationale à Zurich.

 Samedi 16 septembre 
- Le Parti socialiste suisse décide l’exclusion du conseiller national et député genevois Léon Nicole, accusé de soutenir le rapprochement entre Hitler et Staline.

 Vendredi 22 septembre 
- Un arrêté sur la sécurité du pays autorise l’armée à opérer des fouilles de personnes suspectes et à pénétrer en tout temps dans les habitations.

### Octobre
Dimanche 15 octobre 
- Décès à Zurich, à l’âge de 74 ans, de l’ancien conseiller fédéral Robert Haab.

 Mardi 17 octobre 
- Le Conseil fédéral décrète qu’à l’exception des déserteurs et des réfugiés politiques, tous les étrangers arrivés illégalement en Suisse doivent être refoulés.

 Vendredi 20 octobre 
- Création de Pro Helvetia fondation pour les arts et la culture.

 Dimanche 29 octobre 
- Elections au Conseil national. Le (parti radical) devient la plus grande formation de la Chambre basse, avec 51 sièges (+ 3). Le parti socialiste obtient 45 sièges (- 5) et les conservateurs catholiques 43 (+ 1).
- Clôture de la Landi, à Zurich. L’exposition a enregistré 10 millions de visiteurs.

### Novembre
Dimanche 5 novembre 
- Décès à Hérisau (AR), à l’âge de 85 ans, de Henry Correvon, cofondateur de la Ligue pour la protection des plantes alpines, qui deviendra la Ligue suisse pour la protection de la nature.

 Jeudi 9 novembre 
- Le professeur Lavoslav Ružička, professeur à  l’École polytechnique fédérale de Zurich, reçoit le prix Nobel de chimie, conjointement avec Adolf Butenandt, pour ses travaux sur les terpènes.

 Vendredi 10 novembre 
- Le Conseil fédéral décide que tous les hommes de vingt à quarante ans, dispensés du service militaire, soient soumis à un nouvel examen médical. Tous les permissionnaires de l’armée sont rappelés.

 Vendredi 17 novembre 
- Le Conseil fédéral refuse toute autorisation aux Suisses qui souhaitent s’engager comme volontaires dans une armée étrangère.

 Samedi 18 novembre 
- Décès à Berne, à l’âge de 78 ans, du botaniste et mycologue Eduard Fischer.

### Décembre
Dimanche 3 décembre 
- Votations fédérales. Le peuple rejette, par 481 035 non (62,4 %) contre 290 238 oui (37,6 %), la loi fédérale modifiant le statut des fonctionnaires et les conditions d'assurance du personnel fédéral.
- Création de la Fédération socialiste suisse, dissidence du Parti socialiste suisse.

 Mercredi 20 décembre 
- Un arrêté du Conseil fédéral règle provisoirement le paiement d'allocations pour perte de salaire aux travailleurs en service militaire actif.